# Château du Repas
Le château du Repas est une demeure du tout début du XVIIe siècle qui se dresse sur le territoire de la commune française de Chênedouit, dans le département de l'Orne, en région Normandie.
Le château est partiellement inscrit au titre des monuments historiques.

## Localisation
Le château du Repas est situé sur la commune de Chênedouit, dans le département français de l'Orne.
Comme le montre bien la carte de Cassini établie au XVIIIe siècle, le château du Repas a été construit — à environ six lieues de Falaise — près d'un grand axe de communication pour ce secteur de la Normandie : le grand chemin de Falaise à Domfront. Ces deux places-fortes jouent un grand rôle dans l'ancien duché, aux XIe et XIIe siècles et pendant le long affrontement entre les royaumes de France et d'Angleterre traditionnellement connu sous le nom de guerre de Cent Ans. L'embranchement vers Briouze, place forte de moyenne importance mais siège d'une sergenterie de la vicomté de Falaise, se situe près du château du Repas

## Toponyme
En ce qui concerne l'origine du nom « Repas » — avec le sens qu'on lui donne aujourd'hui — il y a lieu de noter qu'il n'apparaît qu'au XIIe siècle. On trouve « Sanctus Julianus militum » et « Repastus » dans des Pouillé (registre ecclésiastique)s du diocèse de Séez du XIVe siècle, pour désigner cette paroisse. D'autre part, il est assez fréquent de constater — tant pour les noms de lieux que pour les noms de familles — que ceux-ci ont évolué au fil des siècles, l'orthographe actuelle étant souvent la transcription par les clercs (civils ou religieux) du langage oral longtemps utilisé par la majorité de la population ou la traduction du terme latin précédemment utilisé dans les documents officiels. Ainsi on trouve la transcription Chesnedouet pour Chênedouit.
Selon la légende rapportée par Henri Dontenville (Histoire et géographie mythiques de la France) : « Le château du Repas conserve la mémoire d'un dîner de notre géant » (ie: Gargantua)... tout comme la Pierre à Gargantua située non loin de là, sans doute. Cependant, aucune source actuelle crédible ne permet d'avoir une explication plus sérieuse ; il n'est d'ailleurs pas exclu que le lieu-dit n'ait pas porté ce nom avant le XVIe siècle et Rabelais, l'auteur des fameuses aventures de Gargantua et de Pantagruel[réf. nécessaire].

## Historique
Le lieu-dit le Repas a été occupé dès la préhistoire, comme l'indiquent le menhir situé à proximité du château ainsi que la hache de pierre trouvée par le baron de Cheux.
Le château actuel a été construit sur les fondations de l'ancien manoir fortifié du XVe siècle dont il a conservé la tour ronde d'escalier se trouvant au centre de la façade arrière du corps principal de l'édifice. En effet, au milieu du XVe siècle (soit avant l'actuelle construction), Michel Le Verrier est déjà appelé « seigneur du Repas, de Lougé, de Crèvecœur ».
Le château a été bâti dans les premières années du XVIIe siècle par Nicolas Sallet, gentilhomme ordinaire de la chambre du roi. À la fin du XVIIIe siècle, il est la possession de l'amiral de Cheux, rentré en France en pleine Révolution.

### Propriétaires successifs

#### Famille Le Verrier
- Armoiries : d'argent à la hure de sanglier de sable, défendue d'argent (noter le calembour : du repas= d'hure..pas, pour hure...défendue)

Au XVe siècle, la terre du Repas (et son château ou manoir ?) appartient à la famille Le Verrier (vers 1450, Michel Le Verrier est dit « seigneur du Repas, de Crèvecœur et du Champ-de-la-Pierre », selon la généalogie de thleconte sur Généanet).
- En 1550, dame Philippe de Craon — veuve de Guillaume le Verrier — cède le château du Repas à son beau-frère Samson Sallet.

#### Famille Sallet
- Armoiries : d'argent à deux roses de gueules en chef et un cœur du même en pointe
- Vers 1535, la fille de Jean II Le Verrier (seigneur du Repas et gouverneur de Falaise) : Renée Le Verrier — dite « Dame du Repas » — épouse Samson Sallet.
- Les Sallet, famille d'avocats de Falaise[5], avaient été anoblis par l'édit de Louis XI de 1470 dit « édit des francs-fiefs » pour leur fief du Petit Samoy en Saint-Pierre-du-Regard situé dans la vicomté de Vire.
- Par la suite, cette famille s'illustrera particulièrement dans la noblesse de robe en occupant des fonctions importantes au Parlement de Normandie, à Rouen et à Caen. (La noblesse de cette famille normande sera d'ailleurs confirmée par le roi Louis XIV en 1667).
- En 1535, Samson Sallet — seulement noté : « de noblesse petite » — sieur du Petit Samoy à Saint-Pierre-du-Regard, est bailli de Saint-Aubert (sur Orne) pour l'abbaye Saint-Étienne de Caen. Il décède vers 1604.
- Le croisement des données historiques et généalogiques permet de penser que le château que nous voyons au lieu-dit le Repas aurait été construit par Baptiste Salet (aussi noté Jean-Baptiste Sallet), le fils des précédents (noté comme seigneur du Repas dans les documents émanant du tabellionage de la Forêt-Auvray, par exemple).
- Baptiste (ou Jean-Baptiste) Sallet (le « rebâtisseur » probable du château) est le plus titré de la lignée : conseiller à la Cour de Normandie et Garde des sceaux au présidial de Caen, sénéchal de l'abbaye Saint-Étienne et Premier président de la Cour des Aides de Normandie.
- Nicolas Sallet, son fils, est simplement dit « seigneur du Repas, de la Fresnaye, des Yveteaux, de la Motte (en Crasménil) », mais il agrandit son domaine : selon le tabellionage de la Forêt, « il réunit à ses terres Chesnedouit et Chesnesecq pour la somme de 3 600 livres, à payer à Philippe de Cousin, chevalier seigneur de Saint Denis ».
- NB : Georges Ier Sallet, frère du précédent, est seigneur de Quilly ; suivant les traces de son père Jean-Baptiste, il est noté comme « très fameux et très célèbre avocat » à Rouen, puis procureur au Parlement de Normandie.
- Alexandre Sallet, fils du précédent, est Conseiller à la Cour (ie : au Parlement de Normandie).
- Georges II Sallet, frère du précédent, est abbé commendataire de l'importante abbaye d'Ardennes près de Caen.
- Enfin, selon le tabellionage de la Forêt, en 1680, le seigneur du Repas est Alexandre Sallet (fils probable de Nicolas Sallet, décédé vers 1659).

#### Familles de la Cour, de Cheux et de Banville
- Armoiries de la famille de Cheux (qui occupe le château du Repas pendant près de deux siècles) : d'argent à la croix annelée de sable
- Au début du XVIIIe siècle — en l'absence d'héritier mâle dans la famille Sallet — la terre du Repas passe d'abord à la famille de La Cour (à la suite du mariage de « noble dame Anne Gilonne Sallet, dame du Repas », avec Charles de la Cour, écuyer) puis — à la génération suivante — à la famille de Cheux (à la suite du mariage de Marguerite de la Cour — fille des précédents — avec Gabriel de Cheux).
- À la veille de la Révolution de 1789, le fils de Gabriel de Cheux : le contre-amiral Charles, Alexandre, Anne baron de Cheux du Repas — né au Repas en 1759 — chevalier de l'ordre royal de Saint Louis, est envoyé par le roi Louis XVI à la recherche de La Pérouse. Il décède un demi-siècle plus tard, en 1840.
- (Le frère aîné de l'amiral : l'Abbé François Gabriel de Cheux (1755-1816) — né et inhumé au Repas —, est vicaire général de l'évêque de Coutances avant 1789 ; il est nommé évêque de Séez en 1816 mais il décède accidentellement avant d'entrer en fonctions).
- Le fils du contre-amiral : le baron Charles Alexandre Marie de Cheux du Repas — ancien page de Charles X — occupe le château du Repas jusqu'à son décès en 1884. Alors s'éteint la branche de la famille de Cheux du Repas (une autre branche de la famille de Cheux subsiste de nos jours).
- Le château devient alors la résidence du vicomte Georges de Banville — petit neveu de l'amiral E. de Cheux née Françoise Hébert de Beauvoir du Boscol — ; le vicomte n’est pas un parent du poète Théodore de Banville qui a utilisé ce patronyme de son propre chef (le fonds « de Banville » a été remis à la ville de Flers).

#### Depuis leXXesiècle
- Au début du XXe siècle, la belle demeure se dégrade mais le comte Frotier de Bagneux — qui acquiert le château en 1905 — s'empresse d'entreprendre les travaux d'entretien nécessaires (la famille Frotier de Bagneux reste propriétaire des lieux jusqu'en 1978).
- Le château fut acheté cette même année par Madame Lambla de Sarria et son mari qui contribuèrent à sa conservation et remise en état avant de le revendre vers la fin des années 1980.
- Par la suite, le château appartient au peintre japonais Noriyoshi Ishigooka qui fait effectuer certains travaux peu appréciés des admirateurs de belles pierres.
- Depuis 2006, le nouveau propriétaire M. Olivier Dewavrin s'efforce de redonner tout son lustre à ce remarquable élément du patrimoine normand.

## Description
Le style du monument permet aux spécialistes de dater le château actuel du tout début du XVIIe siècle (certains précisent même entre 1605 et 1615, soit en majeure partie sous le règne de Henri IV). Il représente en effet « une transition entre la Seconde Renaissance dont il reste quelques éléments et le style Louis XIII, rigoureux et dépouillé ». D'aspect sévère, il a été entièrement édifié en granite du pays et se trouve pourvu de moyens de défense multiples. Si la bâtisse entourée de douves est disposée aujourd'hui en forme de « U », elle était construite à l'origine sur un plan carré autour d'une cour centrale, les pavillons d'angle de la façade actuelle étant alors reliés par de hauts murs. Le château devait en effet se défendre des bandes de pillards qui infestaient cette région boisée et assez isolée à l'époque. D'où le pont-levis, les bastionnets d'angle, les échauguettes cantonnant les pavillons et les bouches à feu des murailles surplombant les fossés.
Le corps de logis, traversant, est composé en élévation d'un sous-sol abritant la cuisine et l'office, d'un étage noble comprenant les pièces de réception (une salle-à-manger et deux salons), un étage carré et un étage de comble, pourvu de lucarnes coiffées « à la capucine ». Les toitures, d'ardoise, à deux versants, présentent de hautes souches de cheminée. Ce corps principal est situé face au pont-levis, au fond de la cour. Les deux ailes en retour d'équerre abritent deux galeries à l'étage, dont l'entablement est supporté par des colonnes toscanes jumelées qui s'intercalent entre les fenêtres passantes qui les éclairent. Ces grandes baies rectangulaires sont reliées entre elles par un bandeau plat surmonté d'une corniche à modillons et sommées d'un fronton en arc surbaissé. L'ensemble forme un édifice d'une homogénéité parfaite, entouré de fossés avec une cour bien fermée. Côté cour, le château s'ouvre sur une longue perspective arborée de vieux hêtres. Sur l'arrière, le château donne sur un petit jardin à la française dessiné sur l'emplacement de l'ancien potager.
Passé le pont-levis, l'entrée dans la cour se fait par un porche dont les jambes de raidissement supportent un couronnement en plein cintre surmonté d'un fronton triangulaire, amorti de trois boules de granite.
Un large perron, à double évolution dans l'axe de la cour d'honneur, permet l'entrée au logis principal et conduit à un vestibule dallé de marbres disposés en mosaïque.
Le château présente de nombreuses cheminées en granite, dont l'une repose sur deux colonnes doriques de quatre mètres de hauteur. Ces cheminées, de même que les plafonds à solives qui avaient été recouverts au XIXe siècle pour les unes de faux marbre ou de bois et pour les autres de plâtre, ont été restaurés au tout début du XXe par Guy de Bagneux. Dans le pavillon de gauche en façade qui contient un appartement particulier, il est décrit en 1967 un plafond peint par Le Brun, représentant un sujet mythologique, une victoire ailée distribuant des couronnes. Le château du Repas renfermait encore au début du XXe siècle une impressionnante collection de meubles précieux, tapisseries anciennes et lambris, que quatre ventes successives ont achevé de disperser. Il n'en reste, particulièrement après le passage de Noriyoshi Ishigooka, presque plus rien. Il est à déplorer quelques initiatives malheureuses de ce propriétaire quant à la décoration intérieure peu en harmonie avec le lieu et son histoire, tout comme le bétonnage anti-sismique et quasi irréversible des allées centenaires de la propriété.[non neutre]
La propriété compte également l'ancienne église de la commune du Repas, ainsi que le presbytère.
En 2007, l'ensemble de la propriété menaçait ruine. L'actuel propriétaire a sauvé l'église et le presbytère en 2008 en restaurant toutes les couvertures, et poursuit actuellement son travail de sauvetage sur les couvertures du château. L'architecte en chef des monuments historiques chargé du dossier est Daniel Lefebvre[Passage à actualiser].

## Protection
Les façades et toitures ; les douves (y compris le pont-levis) et les perspectives sont inscrites par arrêté du 30 octobre 1967.